# Dagsavisen

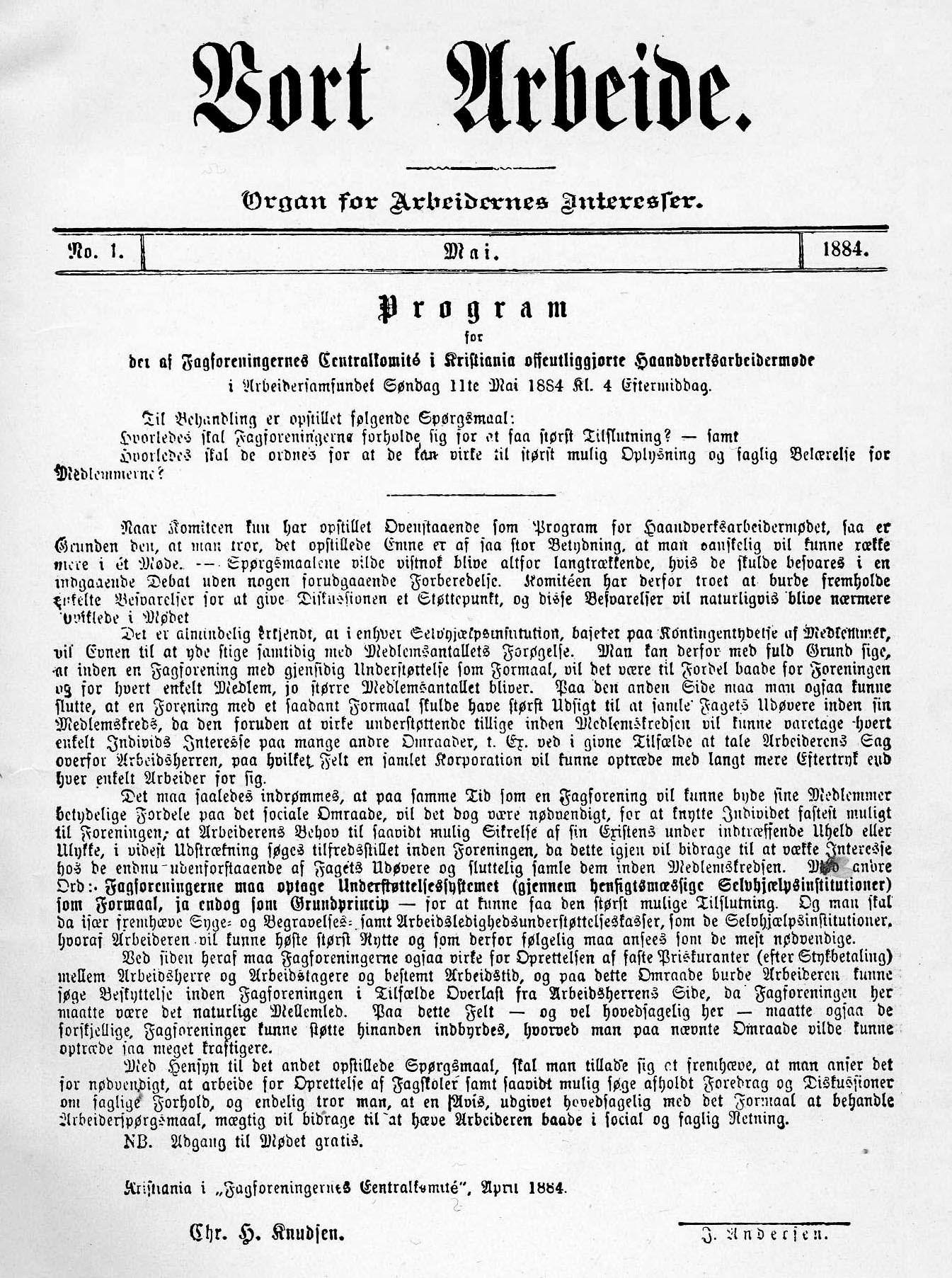
Första numret av Vort Arbeide, 1884.

Dagsavisen är en norsk dagstidning som utges i Oslo.
Tidningen grundades 1884 under namnet Vort Arbeide, vilket 1885 ändrades till Social-Demokraten, från 1923 Arbeiderbladet, och hade intill 1991 stark anknytning till den norska arbetarrörelsen. År 1997 ändrades namnet till Dagsavisen och tidningen betecknar sig numera som obunden efter att arbetarrörelsen ombildat den till en oberoende stiftelse.

## Chefredaktörer
Vort Arbeide (1884–1886)
- 1884–1886: Christian Holtermann Knudsen

Social-Demokraten (1887–1923)
- 1887–1891: Carl Jeppesen
- 1892–1893: Christian Holtermann Knudsen
- 1894–1897: Oscar Nissen
- 1898–1900: Ludvig Meyer
- 1900–1903: Anders Buen
- 1903–1906: Olav Kringen
- 1906–1912: Carl Jeppesen
- 1912–1918: Jacob Vidnes
- 1918–1921: Olaf Scheflo

Arbeiderbladet (1923–1997)
- 1921–1940: Martin Tranmæl
- April–september 1940: Bjarne Jullum
- 1940–1945: förbjuden
- 1945–1949: Martin Tranmæl
- 1949–1963: Olav Larssen
- 1963–1974: Reidar Hirsti
- 1974–1975: Einar Olsen
- 1975–1991: Per Brunvand
- 1991–1994: Arvid Jacobsen

Dagsavisen (sedan 1997)
- 1995–2000: Steinar Hansson
- 2001–2004: Hilde Haugsgjerd
- 2005–2009: Carsten Bleness
- 2009–2013: Arne Strand[1]
- 2010–2014: Kaia Storvik[1]
- sedan 2014: Eirik Hoff Lysholm